# لة ملة العليا جوكار (مارغون)
لة ملة العلیا جوکار (بالفارسية: له‌مله علیا جوکار) هي قرية تقع في إيران في قسم مارغون الريفي. يقدر عدد سكانها بـ 77 نسمة .